# Anabar
L'Anabar (iacut: Анаабыр; rus: Анабар) és un riu que es troba a la República de Sakhà, o Iacútia, Rússia, just a l'oest del riu Lena. La seva conca s'estén fins a l'Altiplà de Putorana, que forma la part més alta de l'Altiplà de Sibèria Central. El cabal mitjà a la desembocadura és de 500 m³/s, amb una forta concentració a començaments d'estiu, quan el gel que cobreix el riu durant la major part de l'any es desfà.